# Gwoźnica Dolna
Gwoźnica Dolna – wieś w Polsce, położona w województwie podkarpackim, w powiecie strzyżowskim, w gminie Niebylec, nad potokiem Gwoźnica, dopływem Wisłoka.
| SIMC    | Nazwa      | Rodzaj    |
| ------- | ---------- | --------- |
| 0656367 | Buda       | część wsi |
| 0656373 | Dół        | część wsi |
| 0656380 | Jastrząbka | część wsi |
| 0656396 | Kąty       | część wsi |
| 0656404 | Krupówka   | część wsi |
| 0656410 | Łysa Góra  | część wsi |
| 0656427 | Paryja     | część wsi |
| 0656433 | Pasieka    | część wsi |
| 0656440 | Podlas     | część wsi |
| 0656456 | Zadział    | część wsi |

W latach 1954–1961 wieś należała do gromady Gwoźnica Górna, po przeniesieniu siedziby i zmianie nazwy gromady, należała i była siedzibą władz gromady Gwoźnica Dolna. W latach 1975–1998 wieś administracyjnie należała do województwa rzeszowskiego.
W Gwoźnicy Dolnej urodził się Julian Przyboś.